# Autostrada A25 (Włochy)
Autostrada A25 (Autostrada Parków) (wł. Autostrada A25, Autostrada dei Parchi) – autostrada we Włoszech łącząca Rzym (za pośrednictwem autostrady A24) z miastem Pescara. Przecinająca pasmo Apenin arteria jest jedną z trzech włoskich  autostrad leżących na południe od Florencji, które łączą kraj równoleżnikowo. W rejonie miejscowości Cocullo przecina kilkukilometrowej długości tunelem Apeniny. Nazwa arterii została zaczerpnięta z faktu iż trasa prowadzi przez Park Narodowy Gran Sasso i Monti della Laga (Parco Nazionale del Gran Sasso e Monti della Laga). Arteria jest fragmentem trasy E80. Operatorem z autostrady jest firma „Strada dei Parchi”. Spółka ta zajmuje się także Autostradą A24.